# Louise Barnett
Louise Barnett, est une écrivaine américaine. Avant tout historienne, elle s'intéresse dans ses œuvres aux guerres indiennes, la guerre du Vietnam et à l'histoire des États-Unis.

## Source de la traduction
- (en) Cet article est partiellement ou en totalité issu de l’article de Wikipédia en anglais intitulé « Louise Barnett » (voir la liste des auteurs).